# Дом купцов Казанцевых
Дом купцов Казанцевых — двухэтажное каменное здание, построенное в конце XIX века в городе Ирбит Свердловской области. В настоящее время в здании располагается Музей уральского искусства.

## История
Возведение дома было начато в 1889 году известным местным подрядчиком Иваном Тороповым. По одной из версий заказчиком строительства выступил Гавриил Фомич Казанцев, представитель известной и уважаемой на Урале купеческой фамилии Казанцевых. В 1892—1894 годах к зданию были добавлены ризалиты, а также пристроено левое крыло.
С 1918 по 2001 годы в здании располагался родильный дом. В 2002 году дом был передан Ирбитскому музею изобразительных искусств, а 25 мая 2006 года после реконструкции в здании был открыт Музей уральского искусства.

## Описание
Дом Казанцевых представляет собой каменную двухэтажную постройку, в композиции которой выделяется ризалит, который увенчан куполом со шпилем и разделяет его на две неравные части, отличающиеся друг от друга высотой, членениями и убранством. Главный фасад здания асимметричен: правое крыло длиннее и ниже левого. Над главным входом расположен балкон с лёгкой кованой решеткой; дверь и окно на балкон объединены рельефом стрельчатого очертания.